# Darius Kasparaitis
Darius Vladovitj Kasparaitis, född 16 oktober 1972 i Elektrėnai, Litauen, är en litauisk-rysk före detta professionell ishockeyspelare. Han har också amerikanskt medborgarskap.

## Klubbkarriär
Kasparaitis spelade för Dynamo Moskva från 1988 till 1992. Han draftades som 5:e spelare totalt 1992 av NHL-laget New York Islanders och debuterade i NHL 6 oktober 1992 mot New Jersey Devils. Han gjorde sitt första mål i sin tionde match, mot Los Angeles Kings 27 oktober 1992. Under sitt debutår i NHL gjorde Kasparaitis totalt 4 mål och 17 assist för totalt 21 poäng och samlade ihop till 166 utvisningsminuter. I slutspelet 1993 var han med om att slå ut Pittsburgh Penguins, 1991 och 1992 års vinnare av Stanley Cup, i andra slutspelsrundan. Islanders förlorade i tredje rundan mot Montreal Canadiens.
Kasparaitis spelade i New York Islanders fram till och med 17 november 1996 då han byttes bort till Pittsburgh Penguins. Han spelade fyra år i Penguins innan han byttes bort till Colorado Avalanche 19 mars 2002. I Colorado spelade han endast 11 grundseriematcher och 21 slutspelsmatcher säsongen 2001–2002.
2 juli 2002 skrev Kasparaitis på som free agent för New York Rangers. Han spelade i Rangers fram till och med säsongen 2006–2007. 2004–2005 under NHL-strejken spelade han för Ak Bars Kazan i ryska superligan. Säsongerna 2006–2007 och 2007–2008 spelade han 16 matcher för Rangers farmarlag Hartford Wolf Pack i AHL innan han lånades ut av Rangers till SKA Sankt Petersburg 3 november 2007. Han spelade i SKA Sankt Petersburg fram till och med säsongen 2008–2009. Säsongen 2009–2010 spelade han inte på grund av skada och 18 april 2010 meddelade han officiellt att han lagt av som professionell ishockeyspelare.
I NHL spelade han totalt 863 matcher och gjorde 27 mål och 136 assist för 163 poäng. Han hade också 1379 utvisningsminuter.

## Internationellt
Kasparaitis spelade för Sovjetunionen, OSS och Ryssland i flera internationella turneringar. 1992 vann han guld med OSS i OS i Albertville. Han var också med och vann OS-silver 1998 i Nagano och OS-brons 2002 i Salt Lake City.

## Spelstil
Kasparaitis var en defensiv back som spelade en fysisk och småful ishockey. 1996–1997 var hans mest produktiva år i NHL då han gjorde 23 poäng på 75 matcher för New York Islanders och Pittsburgh Penguins.

## Statistik

### Klubbkarriär
| 1988–89    | Dynamo Moskva        | Sovjet     | 3   | 0  | 0   | 0   | 0    | —  | — | —  | —  | —   |
| 1989–90    | Dynamo Moskva        | Sovjet     | 1   | 0  | 0   | 0   | 0    | —  | — | —  | —  | —   |
| 1990–91    | Dynamo Moskva        | Sovjet     | 17  | 0  | 1   | 1   | 10   | —  | — | —  | —  | —   |
| 1991–92    | Dynamo Moskva        | Sovjet     | 31  | 2  | 10  | 12  | 14   | —  | — | —  | —  | —   |
| 1992–93    | Dynamo Moskva        | IHL        | 7   | 1  | 3   | 4   | 8    | —  | — | —  | —  | —   |
| 1992–93    | New York Islanders   | NHL        | 79  | 4  | 17  | 21  | 166  | 18 | 0 | 5  | 5  | 31  |
| 1993–94    | New York Islanders   | NHL        | 76  | 1  | 10  | 11  | 142  | 4  | 0 | 0  | 0  | 8   |
| 1994–95    | New York Islanders   | NHL        | 13  | 0  | 1   | 1   | 22   | —  | — | —  | —  | —   |
| 1995–96    | New York Islanders   | NHL        | 46  | 1  | 7   | 8   | 93   | —  | — | —  | —  | —   |
| 1996–97    | New York Islanders   | NHL        | 18  | 0  | 5   | 5   | 16   | —  | — | —  | —  | —   |
| 1996–97    | Pittsburgh Penguins  | NHL        | 57  | 2  | 16  | 18  | 84   | 5  | 0 | 0  | 0  | 6   |
| 1997–98    | Pittsburgh Penguins  | NHL        | 81  | 4  | 8   | 12  | 127  | 5  | 0 | 0  | 0  | 8   |
| 1998–99    | Pittsburgh Penguins  | NHL        | 48  | 1  | 4   | 5   | 70   | —  | — | —  | —  | —   |
| 1999–00    | Pittsburgh Penguins  | NHL        | 73  | 3  | 12  | 15  | 146  | 11 | 1 | 1  | 2  | 10  |
| 2000–01    | Pittsburgh Penguins  | NHL        | 77  | 3  | 16  | 19  | 111  | 17 | 1 | 1  | 2  | 26  |
| 2001–02    | Pittsburgh Penguins  | NHL        | 69  | 2  | 12  | 14  | 123  | —  | — | —  | —  | —   |
| 2001–02    | Colorado Avalanche   | NHL        | 11  | 0  | 0   | 0   | 19   | 21 | 0 | 3  | 3  | 18  |
| 2002–03    | New York Rangers     | NHL        | 80  | 3  | 11  | 14  | 85   | —  | — | —  | —  | —   |
| 2003–04    | New York Rangers     | NHL        | 44  | 1  | 9   | 10  | 48   | —  | — | —  | —  | —   |
| 2004–05    | Ak Bars Kazan        | RSL        | 28  | 1  | 3   | 4   | 118  | 3  | 0 | 0  | 0  | 6   |
| 2005–06    | New York Rangers     | NHL        | 67  | 0  | 6   | 6   | 97   | 2  | 0 | 0  | 0  | 0   |
| 2006–07    | New York Rangers     | NHL        | 24  | 2  | 2   | 4   | 30   | —  | — | —  | —  | —   |
| 2006–07    | Hartford Wolf Pack   | AHL        | 12  | 0  | 3   | 3   | 8    | —  | — | —  | —  | —   |
| 2007–08    | Hartford Wolf Pack   | AHL        | 4   | 1  | 0   | 1   | 4    | —  | — | —  | —  | —   |
| 2007–08    | SKA Sankt Petersburg | RSL        | 33  | 1  | 4   | 5   | 83   | 8  | 0 | 2  | 2  | 4   |
| 2008–09    | SKA Sankt Petersburg | KHL        | 26  | 0  | 1   | 1   | 34   | —  | — | —  | —  | —   |
| RSL totalt | RSL totalt           | RSL totalt | 61  | 2  | 7   | 9   | 198  | 11 | 0 | 2  | 2  | 55  |
| NHL totalt | NHL totalt           | NHL totalt | 863 | 27 | 136 | 163 | 1379 | 83 | 2 | 10 | 12 | 107 |

### Internationellt
| År            | Lag           | Turnering     |               | Matcher | Mål | Assist | Poäng | Utv |
| ------------- | ------------- | ------------- | ------------- | ------- | --- | ------ | ----- | --- |
| 1991          | Sovjetunionen | JVM           | 6             | 1       | 3   | 4      | 16    |     |
| 1992          | OSS           | JVM           | 7             | 1       | 5   | 6      | 8     |     |
| 1992          | OSS           | OS            | 8             | 0       | 2   | 2      | 2     |     |
| 1992          | OSS           | VM            | 6             | 2       | 1   | 3      | 4     |     |
| 1996          | Ryssland      | VM            | 8             | 0       | 2   | 2      | 2     |     |
| 1996          | Ryssland      | WC            | 5             | 0       | 2   | 2      | 14    |     |
| 1998          | Ryssland      | OS            | 6             | 0       | 2   | 2      | 6     |     |
| 2002          | Ryssland      | OS            | 6             | 1       | 0   | 1      | 4     |     |
| 2004          | Ryssland      | WC            | 4             | 0       | 1   | 1      | 8     |     |
| 2006          | Ryssland      | OS            | 8             | 0       | 2   | 2      | 8     |     |
| Senior totalt | Senior totalt | Senior totalt | Senior totalt | 51      | 3   | 12     | 15    | 50  |